# Appellation des boissons au café par pays
Cet article traite d'une liste d'appellation non exhaustive de boissons au café en fonction des pays.
| Volume par tasse en ml pour 7 g de café | France                    | Italie                  | Portugal                              | Québec   |
| --------------------------------------- | ------------------------- | ----------------------- | ------------------------------------- | -------- |
| 22                                      | Café serré                | caffé corto / ristretto | Café curto (Porto) ou bica (Lisbonne) |          |
| 30                                      | Expresso court            |                         |                                       |          |
| 40 à 60                                 | Expresso*                 |                         |                                       | Expresso |
| 60 à 90                                 | Expresso allongé ou Lungo | caffé lungo             | Café cheio                            |          |
|                                         | Double expresso           | Caffé doppio            | Café duplo                            |          |

* Si vous demandez un café, c'est celui-ci par défaut que vous aurez.